# 2019-es német labdarúgókupa-döntő
A 2019-es német labdarúgókupa-döntő a 76. volt a DFB-Pokal, azaz a német labdarúgókupa történetében. A találkozót 2019. május 25-én rendezték a berlini Olimpiai Stadionban.
A két résztvevő csapat az első döntőjén szereplő RB Leipzig és a rekordgyőztes Bayern München volt. A mérkőzés győztese részt vehet a 2019-es DFB-szuperkupáért rendezendő mérkőzésen, valamint a kiírás szerint kvalifikálta magát a 2019–2020-as Európa-liga sorozat selejtezőibe. Mivel mindkét csapat a következő évi Bajnokok Ligája sorozatba nyert részvételi jogot a bajnoki szereplése folytán, ez a jog automatikusan a bajnokság hetedik helyén végző csapatra szállt át.
A mérkőzést 3-0-ra a Bayern München nyerte meg, ezzel 19. kupagyőzelmét szerezve.

## A csapatok
| Csapat         | Az ezt megelőző döntős szereplések évszámai, félkövérrel szedve a győztes évek                                                          |
| -------------- | --- |
| RB Leipzig     | |
| Bayern München | 22 (1957, 1966, 1967, 1969, 1971, 1982, 1984, 1985, 1986, 1998, 1999, 2000, 2003, 2005, 2006, 2008, 2010, 2012, 2013, 2014, 2016, 2018) |

## Út a döntőig
| RB Leipzig          | RB Leipzig  | Forduló                          | Bayern München           | Bayern München |
| ------------------- | ----------- | -------------------------------- | ------------------------ | -------------- |
| Ellenfél            | Végeredmény | 2018–2019-es német labdarúgókupa | Ellenfél                 | Végeredmény    |
| Viktoria Köln (V)   | 3–1         | 1. forduló                       | SV Drochtersen/Assel (V) | 1–0            |
| 1899 Hoffenheim (H) | 2–0         | 2. forduló                       | SV Rödinghausen (V)      | 2–1            |
| VfL Wolfsburg (H)   | 1–0         | A legjobb 8 közé jutásért        | Hertha BSC (V)           | 3–2 (h.u)      |
| FC Augsburg (V)     | 2–1 (h.u)   | Negyeddöntő                      | 1. FC Heidenheim (H)     | 5–4            |
| Hamburger SV (V)    | 3–1         | Elődöntő                         | Werder Bremen (V)        | 3–2            |

## A mérkőzés
| 2019. május 25. 20:00 (CEST) |

| RB Leipzig | 0 – 3               | Bayern München                 |
| ---------- | ------------------- | ------------------------------ |
|            | (0 – 1) Jegyzőkönyv | 29'* 85' Lewandowski 78' Coman |

| Olimpiai Stadion, Berlin Játékvezető: Tobias Stieler |

| RB Leipzig | Bayern München |

| GK            | 1  | Gulácsi Péter      |     |     |
| RB            | 16 | Lukas Klostermann  |     |     |
| CB            | 6  | Ibrahima Konaté    |     | 82' |
| CB            | 4  | Willi Orban (c)    |     | 70' |
| LB            | 23 | Marcel Halstenberg |     |     |
| DM            | 14 | Tyler Adams        |     | 65' |
| CM            | 7  | Marcel Sabitzer    |     |     |
| CM            | 44 | Kevin Kampl        |     |     |
| AM            | 10 | Emil Forsberg      |     |     |
| CF            | 9  | Yussuf Poulsen     |     |     |
| CF            | 11 | Timo Werner        |     |     |
| Cserék:       |    |                    |     |     |
| GK            | 28 | Yvon Mvogo         |     |     |
| DF            | 5  | Dayot Upamecano    | 82' | 70' |
| DF            | 22 | Nordi Mukiele      |     |     |
| DF            | 27 | Konrad Laimer      |     | 65' |
| MF            | 8  | Amadou Haidara     |     | 82' |
| MF            | 31 | Diego Demme        |     |     |
| FW            | 20 | Matheus Cunha      |     |     |
| Vezetőedző:   |    |                    |     |     |
| Ralf Rangnick |    |                    |     |     |

| GK          | 1  | Manuel Neuer (c)   |     |     |
| RB          | 32 | Joshua Kimmich     |     |     |
| CB          | 4  | Niklas Süle        |     |     |
| CB          | 5  | Mats Hummels       |     |     |
| LB          | 27 | David Alaba        |     |     |
| CM          | 8  | Javi Martínez      |     | 65' |
| CM          | 6  | Thiago             |     |     |
| RW          | 22 | Serge Gnabry       |     | 73' |
| AM          | 25 | Thomas Müller      |     |     |
| LW          | 29 | Kingsley Coman     |     | 87' |
| CF          | 9  | Robert Lewandowski | 87' |     |
| Cserék:     |    |                    |     |     |
| GK          | 26 | Sven Ulreich       |     |     |
| DF          | 13 | Rafinha            |     |     |
| DF          | 17 | Jérôme Boateng     |     |     |
| MF          | 7  | Franck Ribéry      |     | 87' |
| MF          | 10 | Arjen Robben       |     | 73' |
| MF          | 24 | Corentin Tolisso   |     | 65' |
| MF          | 35 | Renato Sanches     |     |     |
| Vezetőedző: |    |                    |     |     |
| Niko Kovač  |    |                    |     |     |

| A mérkőzés legjobbja: Robert Lewandowski (Bayern München) Asszisztensek: Christian Gittelmann (Gauersheim) Matthias Jöllenbeck (Freiburg) Negyedik játékvezető: Bibiana Steinhaus (Langenhagen) Videóbírók: Tobias Welz (Wiesbaden) Videóbíró asszisztens: Martin Thomsen (Kleve) | Szabályok - 90 perc játékidő. - 30 perces ráadás döntetlen esetén. - Tizenegyesek döntetlen esetén. - Tizenkét nevezhető cserejátékos. - Maximum három bevethető csere, hosszabbítás esetén plusz egy. |